# سیارک ۱۹۵۰
سیارک ۱۹۵۰ (به انگلیسی: 1950 Wempe، نامگذاری:1942EO) هزار و نهصد و پنجاهمین سیارک کشف شده‌است که در ۲۳ مارس ۱۹۴۲ و در هایدلبرگ کشف شد.
قدر مطلق سیارک برابر ۱۲٫۵۰ است.